# كارل تومسن
كارل تومسن (بالدنماركية: Carl Thomsen)‏ هو رسام دنماركي، ولد في 6 أبريل 1847 في كوبنهاغن في الدنمارك، وتوفي بنفس المكان في 4 أكتوبر 1912.